# Atractus paravertebralis
Atractus paravertebralis là một loài rắn trong họ Colubridae. Loài này được Henle & Ehrl mô tả khoa học đầu tiên năm 1991.